# Saint-Jean (Zwitserland)
Saint-Jean is een plaats en voormalige gemeente in het Zwitserse kanton Wallis, en maakt sinds 1 januari 2009 deel uit van de gemeente Anniviers in het district Sierre.